# Erlenbrunnenbach (Blies)
Der Erlenbrunnenbach ist ein 5,7 km langer rechter Zufluss der Blies im östlichen Saarland, der ehemals in die Blies mündete. Wegen der Grundwasserentnahme für die Stadt Neunkirchen (Saar) versiegt der Bach seit dem 20. Jahrhundert nach etwa 2,2 km und erreicht seinen Unterlauf nicht mehr. Im 16. Jahrhundert wurde der Unterlauf des Baches Enbach genannt. Im 20. Jahrhundert wurde der Bach als Erlenbrunner- oder Mutterbach bezeichnet. Im Einzugsbereich des Baches liegen Furpach, Neunkirchen-Kohlhof und Ludwigsthal.

## Verlauf
Der Erlenbrunnenbach entspringt westlich von Furpach am Erlenbrunnen auf etwa 290 m über NN. Die Schüttung des Erlenbrunnens wurde in einem künstlichen Becken aufgefangen, das im 18. Jahrhundert als Viehtränke diente. Bei Umbaumaßnahmen 2009 wurde das bereits zuvor mehrfach veränderte Becken zugeschüttet. Der Bach läuft in östlicher Richtung und erreicht nach ca. 1,8 km den Furpacher Weiher, tritt aus diesem in das Pfaffental und versickert nach etwa 2,2 km noch vor der Bundesautobahn 8. Im ehemals in nördliche Richtung fließenden Unterlauf ist das Tal durch den Bau des Autobahnzubringers Neunkirchen-Wellesweiler stark verändert. Der Bach mündete bis in das 20. Jahrhundert beim Wasserwerk Neunkirchen von rechts kommend in die Blies.

## Nutzungsgeschichte
Im 16. Jahrhundert kreuzte die Grenze zwischen Nassau-Saarbrücken und Pfalz-Zweibrücken den Bach zweimal. Im Jahr 1564 nannte der Geograph Tilemann Stella in seiner Landesaufnahme der Ämter Zweibrücken und Kirkel im Unterlauf des Bachs zwei Weiher auf Zweibrücker Gebiet, den Mittelst Hirtzwag und den Unterst Hirtzwag. Zum Bach selbst führte er aus: 

„Die Enbach erhebt sich inn dem Furtbacher waldt unnd fellt durch die Hirtzwäge herunter inn die Blise onfher vonn Welsweiller, sie ist langk [auf Zweibrücker Gebiet] 1200 schrit.“

Die beiden Weiher auf nassauischem Gebiet, der Furpacher Weiher und der Alte Wag, wurden von Stella ebenfalls eingezeichnet, aber nicht näher beschrieben. Heute besteht von diesen nur noch der Furpacher Weiher. An einem dem Erlenbrunnenbach von rechts zufließenden Rinnsal wurde 1968 der Biehlersweiler als Fischweiher wieder hergestellt. Im trockenen heißen Sommer 2022 fiel der Biehlersweiher mangels Wasserzulauf komplett trocken.
Im untersten Bachabschnitt zeichnete Stella 1564 einen Abzweigkanal zu dem Mühlweiher der Lautzweiler Mühle ein. Unterhalb der Lautzweiler Mühle floss dann unmittelbar vor Erreichen der Blies noch der aus dem Kasbruch kommende Bach von links in den Erlenbrunnenbach. An der Stelle der Lautzweiler Mühle erhob sich später die Wellesweiler Mühle. Diese wurde mit den Wasserrechten im Kasbruch und am Hirschberg 1874 von der Gemeinde Neunkirchen aufgekauft, abgebrochen und an ihrer Stelle das Wasserwerk Neunkirchen errichtet, das heute im Kasbruch, im Tal des Erlenbrunnenbachs, und, nachdem diese Quellen den Wasserbedarf der Stadt nicht decken können, auch im Mutterbachtal das Grundwasser fördert. Bei der Gebiets- und Verwaltungsreform im Saarland 1974 wurde die Gemeindegrenze zwischen Neunkirchen und Bexbach neu festgelegt und alles Gebiet rechts der Blies, das bis dahin zu Bexbach gehört hatte, der Stadt Neunkirchen zugeschlagen.